# 面向对象的系统分析
面向对象的分析方法是利用面向对象的信息建模概念，如实体、关系、属性等，同时运用封装、继承、多态等机制来构造模拟现实系统的方法。
传统的结构化设计方法的基本点是面向过程，系统被分解成若干个过程。而面向对象的方法是采用构造模型的观点，在系统的开发过程中，各个步骤的共同的目标是建造一个问题域的模型。在面向对象的设计中，初始元素是对象，然后将具有共同特征的对象归纳成类，组织类之间的等级关系，构造类库。在应用时，在类库中选择相应的类。